# Augusto Rangone
Augusto Rangone (Alessandria, 11 de dezembro de 1885 - 4 de dezembro de 1970) foi um dirigente esportivo, jornalista e treinador de futebol italiano.

## Carreira
Conquistou a medalha de bronze 1928, como treinador da Seleção Italiana de Futebol.